# 埃德森·巴博萨
小埃德森·巴博萨（Edson Barboza Jr.  ；1986年1月21日—）是一名巴西、美国职业综合格斗家，以其踢技闻名，现为终极格斗冠军赛羽量级选手，之前曾在轻量级比赛。

## 生平
巴博萨来自里約熱內盧州的新弗里堡，是一个28周早产儿。8岁时，他开始学习泰拳，2009年1月移居美国，开始综合格斗比赛。